# Петрович, Дмитрий Леонидович
Дми́трий Леони́дович Петро́вич (бел. Дзмітрый Леанідавіч Пятровіч; 29 апреля 1971, Заславль — 24 ноября 2020) — советский и белорусский писатель, поэт, композитор. Член Союза писателей Беларуси (2010).

## Биография
- 1991 год — Минское педагогическое училище № 2.
- 1996 год — музыкально-педагогический факультет Минского государственного педагогического университета им. М. Горького.
- 2009 год — факультет белорусской филологии и культуры Белорусского государственного педагогического университета им. М. Танка.
- 2011 год — магистратура Белорусского государственного педагогического университета им. М. Танка.

## Творческая и профессиональная деятельность
После окончания университета в 1996 году долгие годы преподавал. Работал ведущим редактором издательства «Фантастика». В 2010—2015 гг. — ведущий стилистический редактор газеты «Звязда». С 2015 года работает ведущим редактором в издательстве «Мастацкая літаратура».
Член Союза писателей Беларуси (2010), Союза писателей Союзного государства (2018). Член Белорусского союза музыкальных деятелей (2019).
Является автором многочисленных публикаций в журналах «Полымя», «Маладосць», «Родные слова», «Бярозка», коллективных сборниках, альманахах, еженедельнике «ЛиМ» и других изданиях.
Написал более 100 песен на слова современных белорусских поэтов. Переводил произведения русских и немецких классиков литературы на белорусский язык.
24 ноября 2020 года скончался в один день с матерью от последствий коронавирусной инфекции.

## Произведения
- Белая квецень кахання : зборнік паэзіі. — 2010.
- Белая Жанчына : аповесці, апавяданні, эсэ. — 2012. — 1-е издание.
- Белая Жанчына : аповесці, апавяданні, эсэ. — 2013. — 2-е издание, доп.
- Адзіноты пажоўклыя дні : вершы. — 2014.
- Дзеці пра вайну малююць і пішуць : зборнік / укладанне Д. Пятровіча і В. Шніпа. — 2015.
- Анёлы : аповесці, апавяданні, эсэ. — 2015.
- Святло адвечнай песні : вершы. — 2018.
- Дзіцячы атлас Беларусі : легенды і паданні / тэкст, укладанне Д. Пятровіча. — 2018.

## Премии и награды
- 2013 — Республиканская литературная премия «Золотой Купидон» (2-е место в «Лучшее произведение 2012 года») за книгу прозы «Белая Жанчына».
- 2017 — Почётная грамота Министерства информации Республики Беларусь «за значительный личный вклад в развитие национального книгоиздания».
- 2019 — победитель Национальной литературной премии за поэтический сборник «Святло адвечнай песні»[2].